# アウトバーン 39
アウトバーン 39（ドイツ語: Bundesautobahn 39, BAB 39 または A 39）はドイツの高速道路、アウトバーンの一路線である。
2018年現在、2つの分断された区間からなる。北の区間はハンブルク付近からリューネブルクまで、南の区間はヴォルフスブルクからヒルデスハイム付近まで至る。99 kmの路線を持つ地方道路である。リューネブルクからヴォルフスブルクまでの区間は計画調整中である。全線開通後の長さは204 kmになる予定。